# Морозов, Василий Иванович (генерал-лейтенант)
Василий Иванович Морозов (27 января [8 февраля] 1897, д. Поздняково, Смоленская губерния — 11 июля 1964, Москва) — советский военачальник, генерал-лейтенант (1940).

## Первая мировая и гражданская войны
В Русскую императорскую армию призван в 1915 году. Окончил Ораниенбаумскую школу прапорщиков в 1915 году. В Первую мировую войну воевал на Западном фронте, подпоручик.
В 1918 году добровольно вступил в РККА. Во время Гражданской войны командовал ротой и батальоном. С июня 1921 года был помощником командира 66-го стрелкового полка, а с июля 1922 года командовал этим полком в 22-й Краснодарской стрелковой дивизии Северо-Кавказского военного округа. Участвовал в боях с белогвардейцами на Восточном и Южном фронтах, а после 1920 года — в непрерывных боях против бандитизма на Северном Кавказе.

## Межвоенный период
Окончил Стрелково-тактические курсы усовершенствования комсостава РККА «Выстрел» в 1923 году, затем — Курсы усовершенствования высшего начсостава при Военной академии РККА им. М. В. Фрунзе в 1925 году. С января 1924 года — помощник командира 9-й Донской стрелковой дивизии, с сентября 1926 — на такой же должности в 18-й Ярославской стрелковой дивизии Московского военного округа. С июня 1928 года — начальник и комиссар Нижегородской пехотной школы имени И. В. Сталина.
Прослушал курсы единоначальников при Военно-политической академии имени Н. Г. Толмачева (1930 год). С апреля 1931 года по 4 июня 1937 года командир 19-й стрелковой дивизии Московского ВО, с 4 июня 1937 года по 14 августа 1939 года — командир 1-й Московской Пролетарской стрелковой дивизии. С 14 августа 1939 года — командир 21-го стрелкового корпуса Московского ВО, а с октября 1939 — 2-го стрелкового корпуса в Калининском военном округе. С 26 июля 1940 года командующий 11-й армией Прибалтийского военного округа.
В тревожной обстановке перед началом войны Военным советом 11-й армии был отдан приказ 16-му стрелковому корпусу, а также 128-й стрелковой дивизии армейского подчинения занять рубеж обороны вдоль границы, в непосредственной близости от неё, оставив от каждой дивизии в лагерях в районе Казлу-Руды по одному полку; штаб армии передислоцировать из Каунаса на командный пункт в форт № 6, там же развернуть и армейский узел связи; войскам выдать боеприпасы. Покинув лагерь в Казлу-Руде, соединения скрытно заняли оборону вдоль границы с Восточной Пруссией на участке протяженностью около ста километров.

## Великая Отечественная война
С началом Великой Отечественной войны 11-я армия вошла в состав Северо-Западного фронта и участвовала в Прибалтийской стратегической оборонительной операции (c 22 июня по 9 июля 1941 года). В. И. Морозов многократно докладывал командующему фронтом Ф. И. Кузнецову о тяжёлой обстановке, прося помощи. Не получив её, генерал Морозов в очень грубой форме упрекал командующего фронтом в бездействии. Так как Морозов был известен своей выдержкой и дисциплинированностью, в Военном совете фронта посчитали, что он не мог докладывать в такой форме, и сделали ошибочный вывод, что штаб армии вместе с командиром попал в плен и работает под диктовку врага. 25 июня Ф. И. Кузнецов приказал прекратить радиосвязь с 11-й армией. Дочь В. И. Морозова находилась в пионерском лагере под Палангой, он не имел возможности её эвакуировать. Уже 22 июня пришло сообщение о её гибели. За дни начала войны генерал Морозов поседел. 11-я армия понесла большие потери — на 30 июня 1941 года армия потеряла до 75 % боевой техники и около 60 % личного состава. Остатки армии отступили к Полоцку. Из телеграммы Начальника Генерального штаба Г. К. Жукова: 
«В районе станций Довгилмишки, Колтыняны, леса западнее Свенцяны найдена 11-я армия Северо-Западного фронта, отходящая из района Каунас. Армия не имеет горючего, снарядов, продфуража. Армия не знает обстановки и что ей делать. Ставка Главного Командования приказала под вашу личную ответственность немедленно организовать вывод этой армии из района Свенцяны в район севернее Двины…».
Остатки армии, включая штаб вышли к своим в районе Полоцка в начале июля 1941 года и к 9 июля 1941 года управление было переброшено в район Пскова, где получило под командование другие части. На этом участие армии в обороне Прибалтики было завершено. Получив подкрепление, армия приняла участие в Ленинградской стратегической оборонительной операции (с 10 июля по 30 сентября 1941 года), в ходе которой наносила контрудары под Сольцами (14—18 июля) и под Старой Руссой (12—25 августа). Под Старой Руссой, имея приказ удержать город хотя бы несколько дней, генерал Морозов лично водил войска в атаку. В январе-феврале 1942 года 11-я армия под командованием В. И. Морозова участвовала в Демянской наступательной операции 1942 года.
С 18 ноября 1942 по февраль 1943 года В. И. Морозов командовал 1-й ударной армией Северо-Западного фронта, во главе которой участвовал в Демянской наступательной операции 1943 года (15-28 февраля 1943 года). С марта по май 1943 года В. И. Морозов командовал 63-й армией Брянского фронта. В мае 1943 года назначен начальником Управления военно-учебных заведений Красной Армии.

## Послевоенное время

Могила Морозова на Новодевичьем кладбище Москвы.

В 1946 году В. И. Морозов назначен начальником управления военно-учебных заведений Сухопутных войск. С февраля 1956 года — начальник военной кафедры Московского государственного университета. С 1962 года в отставке.
Депутат Верховного Совета СССР 1-го созыва (1937-1946).
Умер 11 июля 1964 года в Москве. Похоронен на Новодевичьем кладбище.

## Воинские звания
- прапорщик — 1915
- подпоручик — 1916
- комдив — 21 ноября 1935 года
- комкор — 4 ноября 1939 года
- генерал-лейтенант — 4 июня 1940 года

## Награды
- Орден Ленина (21.02.1945)
- 5 орденов Красного Знамени (15.08.1941, 22.02.1944, 3.11.1944, 6.06.1945, 20.06.1949)
- Орден Отечественной войны I степени (4.06.1944)
- Орден «Знак Почёта» (15.09.1961)[7]
- медали

## Память
- Генерал-лейтенант Василий Иванович Морозов – один из героев повести Виктора Кокосова «Операция «Русская прививка»», посвящённой героизму бойцов и командиров Красной Армии в 1941 году[8][9][10].